# 마그넷미
마그넷미(영어: Mgnet.me)는 비트토렌트 파일 전송 응용 소프트웨어에서 사용되는 분산 해시 테이블을 URL로 변환해주는 웹서비스다. 제공되는 URL 단축주소는 비트토렌트 프로토콜을 지원하는 클라이언트에서 바로 사용할 수 없고 URL 단축 주소로 접속하여 웹페이지에 표시된 분산 해시 테이블 문자열을 이용해서 해당 파일을 전송 받을 수 있다. 유일하게 Vuze 클라이언트에서는 URL 단축 주소만으로 파일을 전송 받을 수 있다. 마그넷미는 2011년 2월부터 손소프트에 의해 서비스되기 시작했으며 토렌트프리크에서 세계 첫 비트토렌트 마그넷 URL 단축도구로 소개 됐다.